# نیروگاه برق آبی رواچانا
نیروگاه برق آبی رواچانا (به لاتین: Ruacana Hydroelectric Power Station) یک نیروگاه برقابی در نامیبیا است که در Ruacana, Omusati Region واقع شده‌است.